# Quique Sinesi
Quique Sinesi (Buenos Aires, 13 de marzo de 1960) es un guitarrista argentino, radicado en la actualidad en Alemania. Sus instrumentos preferidos son la guitarra española de siete cuerdas y el charango. Su música abarca los géneros del tango, el jazz y el folklore.
Entre sus composiciones, destaca "Cielo abierto", que entró al repertorio internacional gracias a las interpretaciones de Berta Rojas, Yasuji Ohagi y Sharon Isbin. 

## Biografía
En sus inicios formó parte de bandas como Raíces y Madre Atómica, para de allí pasar a integrar el conjunto de Dino Saluzzi.
A lo largo de su carrera realizó colaboraciones duraderas con Erling Kroner, Pablo Ziegler, Marcelo Moguilevsky y el saxofonista Charlie Mariano, con quien actuó en América del Sur y del Norte y en muchos países europeos.
En 2005 grabó el concierto para guitarra y bandoneón de Astor Piazzolla junto al bandoneonista Lohar Hensel y la Rundfunk Sinfonieorchester Berlin. 
Su hermana menor es la bajista Claudia Mabel Sinesi, integrante del grupo femenino Viuda e Hijas de Roque Enroll. 

## Discografía
Como líder y colíder
- 1987: Sonidos de Aquel Día, con César Franov (Melopea)
- 1988: Alfombra Mágica, con Matías González y Horacio López (Melopea)
- 1989: Alfombra Mágica II, con Matías González y Horacio López (Melopea)
- 1989: Música para Guitarras (Melopea)
- 1991: Alfombra Mágica III, con Matías González, Pablo Ledesma y Hugo Marino (Melopea)
- 1992: Cielo Abierto (Melopea)
- 1998: Danza sin fin (EPSA)
- 1998: Soltando Amarras, con Marcelo Moguilevsky (EPSA)
- 2000: Color Cielo (Genuit)
- 2000: Viaje Latinoamericano, con Pablo Paredes y Sergio Terán (Valve & Hearts)
- 2001: Tango pa' Charlie, con Charlie Mariano (Enja)
- 2001: Micro Tangos (Acoustic Music Records)
- 2001: Prioridad a la emoción, con Daniel Messina (Arte Mode Records)
- 2003: Bajo Cero, con Pablo Ziegler y Walter Castro (Enja)
- 2005: Solo el Río, con Marcelo Moguilevsky (Los Años Luz)
- 2006: Cuentos de un Pueblo Escondido (BT-Sound)
- 2007: Buenos Aires Report, con Pablo Ziegler y Walter Castro (Saprane Records)
- 2007: Ecos del Alma, con Charlie Mariano (BHM)
- 2008: Dos Soles, con Javier Girotto y Martín Bruhn (MDR)
- 2010: Cuchichiando. Leguizamón x Sinesi (Suramusic)
- 2012: Avantgarde Buenos Aires (Acqua Records)
- 2013: Live in sense of quiet, con Carlos Aguirre (Quiet Border-NRT)
- 2014: Días de felicidad, con Michel Godard y Helena Ruegg (Enja)
- 2014: Canción hacia vos, con Guadalupe Gómez
- 2014: Deseo, con Hikaru Iwakawa (Luces de Madrugada)
- 2015: Desesperate Dance, con Pablo Ziegler y Walter Castro (Yellowbird)
- 2018: Pequeños mensajes sonoros (Impartmaint)
- 2019: Corazón sur (Acoustic Music)

Como acompañante
- 1980: Los Habitantes de la Rutina (Raíces)
- 1984: Vivencias I (Dino Saluzzi), RCA
- 1984: Vivencias II (Dino Saluzzi), RCA
- 1991: La Conexión Porteña (Pablo Ziegler Cuarteto Nuevo Tango), Sony
- 1992: Erling Kroner en Buenos Aires (Erling Kroner), Melopea
- 1993: Candombe del empalme (Raíces), Del Cielito Records
- 1994: Páginas de vida Vol.4 (Litto Nebbia), Melopea
- 1995: Río de los Pájaros (Silvia Iriondo) EPSA
- 1998: Asfalto: Street Tango (Pablo Ziegler and his Quintet of New Tango) , RCA
- 1998: Cañas y Guitarras (Jorge Cumbo), EPSA Music.
- 1998: Ahí va el negro (Erling Kroner Dream Quintet featuring Dino Saluzzi), Storyville
- 1998: Coplas Para La Luna (Silvia Iriondo), BMG
- 1999: Trombonissimo (Erling Kroner Dream Quintet), Mecca
- 2005: Tangomania (Lohar Hensel), Sony Classical